# Фофудія (мем)
Фофудія (також фофудья) — інтернет-мем, що виник 2006 року в колах українських дописувачів «Живого Журналу» і згодом поширився поза його межі. Поняття, що у своєму первинному значенні позначало східну коштовну тканину, яку застосовували при виготовленні одягу для імператорів, використовується як один із засобів висміювання російського шовінізму, неоімперіалізму, псевдопатріотизму, фанатичної українофобії, сліпого заперечення української незалежності, нації, історії тощо.

## Походження феномену

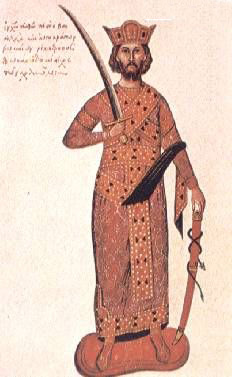
Никифор II Фока в фофудії

Час виникнення поняття в сучасному суспільному контексті не відомий, його корені спостерігалися певний час в інтернеті. Стиль поняття відбивається в популярному творінні українського інтернету — романі «Місто Львів». Написаний невідомим автором під псевдонімом Іван Денікін, роман саркастично описує подорожі росіян теренами сучасної України і відверто глузує зі стереотипів і забобон звичайного росіянина щодо України й мовних стосунків у ній:
|  | «У Дніпропетровську вони побачили сірі колони російськомовного населення. Їх заганяли в закриті «телячі» вагони і відправляли на примусові курси української мови. Побачивши російський вагон, один з нещасних вирвався від охоронців і побіг. «Братики! — кричав він, хапаючись за відкрите вікно купе, — Наші! Братики! Не кидайте мене!». Але було пізно. Підбігли охоронці. Один ударив утікача по голові товстим томом Лесі Українки. «Щоб завтра вивчив Пісню Трактористки! На пам'ять!» — зло крикнув він. Бідолаху заштовхали в кабінку з написом «ПРОСВІТА». Росіяни обімліли, уражені жорстокістю. Тільки зараз вони зрозуміли увесь жах і страждання тих, хто відрізаний від Росії.» |

Уживане в декількох місцях слово «фофудія», до того часу не знайоме широкому загалові українців, раптом отримало нове життя і після появи сторінки fofudja в Інтернеті 12 березня 2006 року почало нестримно ширитися й поза ним.

## Характерні риси
Характерною рисою фофудії як феномену є вживання для саркастичного ефекту відверто ксенофобської, антисемітської, церковної та черносотенської лексики, ідей і лозунгів екстремістських, комуністичних, проросійських та шовіністичних елементів сучасної Росії.

### Фофудія та «Доколє»

Основною рисою фофудії є, власне сам образ фофудії як національного одягу справжнього патріота та затято православного росіянина. Як така, фофудія виступає символом російськості, а насправді як предмет глузування членами спільноти — символом російського шовінізму та українофобії. На теренах інтернету існує величезна кількість варіацій носіння та значення фофудії, однак найвідомішим стало її використання в висміюванні лідера українських комуністів Петром Симоненком, якому в чаті поставили таке питання:
Таке своєрідне входження фофудії в велику політику надало слову і феноменові повністю нове життя. З того часу згадка фофудії не тільки стрімко поширилася інтернетом, а й увійшла в повсякденний обіг пересічного українця.
Вживання архаїчного, церковно-слов'янського слова «доколє» є одним з інших найпримітніших символів цього суспільного явища. Якщо сама фофудія вважається святою і вживається як символ протесту «пригніченого» православного росіянина, то питання «доколє?» вживається як  заклик іншим «напівзамордованим» католиками та «неканоничниками» росіянам боротися й терпеливо чекати «неминучого» возз'єднання з «істинно» православною Росією.

### Фофудієносці
Тих, хто відважується носити фофудію всеприлюдно, або поділяє погляди членів спільноти, охрестили величним словом «фофудієносці», похідним від назви російського ортодоксального релігійного руху Союз православних хоругвеносців. Члени спільноти займаються моніторингом інтернету, вишукуючи в ньому прояви нетерпіння і українофобії. На сторінці Живого Журналу вони ведуть дошку пошани за найбільш ксенофобське чи українофобське висловлювання. "Володарі" найоригінальнішого або найзухвалішого вислову чи ксенофобського прояву заносяться до Галереї Слави Ордену Святої Фофудії та нагороджуються Перехідним Орденом Святої Фофудії.

### Орфографічні особливості
Однією з інших найпримітніших характерних рис цього явища є оригінальне використання орфографічних правил російської мови, якою ведеться сторінка журналу (всі інші мови вважаються або штучними, або неповноцінними). Для надання особливого і досить характерного комічного стилю російські слова пишуться з використанням українських літер. На деяких сторінках інтернету це оригінальне явище пояснюють так:
|  | «Вибачте, що мушу писати цими бридкими малоросійськими (я б сказав навіть мікроросійськими) літерами, але злісні жидобандерівці повисмикували плоскогубцями усі клавіші з російськими літерами й спалили їх. Ви навіть уявити собі не можете на які страждання вони прирікають нас російськомовних…» |

З'явившись перший раз в інтернеті, такий стиль став чи не найхарактернішою рисою і чи не найоригінальнішим винаходом прихильників фофудії і поширився далеко за її межами, серед українського й білоруського загалу, зокрема молоді.
Певна частина членів цього товариства також використовують старий, дореволюційний стиль російської мови включно з лексикою, граматикою і зокрема дореволюційною орфографією. Хоча цей стиль не є оригінальним і вже до цього вживався на теренах інтернету, його використання для висміювання деяких теперішніх російських націоналістичних організацій, які продовжують його використовувати, також є характерним для феномену фофудії.

### Скорочення
Доволі часте і досить кумедне вживання скорочень є теж характерною рисою феномену фофудії. Кількість і вигляд скорочень постійно змінюється, але найбільш вживаними залишаються такі:
- ИЗТ (ИЗ2Т) — извините за (двойную) тавтологию (наприклад: «Истинно Русский Человек» — подвійна тавтологія)
- ИРЧ (ИРБ, ИРЛ) — Истинно Русский Человек (Баба, Русские Люди)
- ЖБ — ЖидоБандеровцьі
- ВВП — Вождь Всех Патриотовъ (також скорочення від Володимир Володимирович Путін)
- ИЗИЖБК — извините за использованиє жидобандеровской клавиатурьі

### Слова-атрибути
- В тісному контексті з «доколє» та іншими атрибутами цього явища використовується скорочення МП (Московський Патріархат), яке теж є об'єктом висміювання і вживається в дуже широкому контексті, в таких словосполученнях як «Слава Путєну! (МП)», Газпром (МП), ФСБ (МП)
- префікс нано-, як позначення найвищого технічного рівня російської зброї (нанотанки), вояків (нановитязи) тощо
- 3*150 (2*500 тощо) — доза «истинноРусского напитка» горілки, що її треба вжити ІРЧ для здійснення певної дії, чи спокутування певної провини. Вживається, наприклад, у виразі «Налагаю на тебя, брате, епитимью3*150»
- Исполать — висловлення підтримки/схвалення певної «путиноугодної» дії, исполатить — залишати коментарі «фофудійного» типу до записів, що є проявами російського імперіалізму
- Исконньій (Исконно) — властивий справжнім росіянам, задавнений у історії російської державності. Може використовуватися з префіксом «архи-»
- Каноничньій (Канонично) — правильний з точки зору російського імперіалізму і традиціоналізму. Прикметник Каноничная у Фофудьї вживається на позначення горілки
- Префікс жидо- може вживатися стосовно представника(-ків) будь-якого етносу/нації, що не належить до росіян, у разі, якщо цей представник(-и) згадуються з негативною конотацією, наприклад жидогрузиньі, жидояпонцьі, жидожидьі. Також словесні конструкції з жидо- можуть вживаютися на позначення певного нечисельного прошарку населення, що, як «вірять» учасники руху Фофудія, узурпував владу у відповідних державах, тоді як більшість їхнього населення це — пригноблені росіяни
- Кантемировская (освободительная) дивизия — підрозділ російських силових структур, що, як «вірять» учасники руху Фофудія, має прийти на колишні підлеглі Росії терени і «звільнити» тамтешнє населення від «окупації» (жидобандерівської, жидоказахської тощо)
- Впис — запис у Живому Журналі
- Лубок — малюнок
- Светолубок — фотографія
- Движелубок — відеоролик
- Междусетье — Інтернет

### Значення та поширення феномену
Попри те, що феномен фофудії існує вже певний час, тільки тепер почалося осмислення та аналіз цього суспільного явища. Низка коментарів в українських і закордонних виданнях звертають увагу на появу цього явища як реакції на систематичне приниження українців і відвертої українофобії в деяких російських колах. Отже існування фофудії як інтернетного та суспільного явища є, на думку багатьох оглядачів проявом зрілості української нації, здатної протиставити гумор нетерпінню та ксенофобії. З часом даний термін набув розширеного використання як позначення будь-якої пропаганди російськомовної поп-культури на теренах України.
Поступово термін «Фофудья» почав використовуватись і в російськомовному політологічному середовищі для позначення радикальних патріотичних течій тими націонал-патріотами, що вважають себе поміркованими.